# Victor Coremans

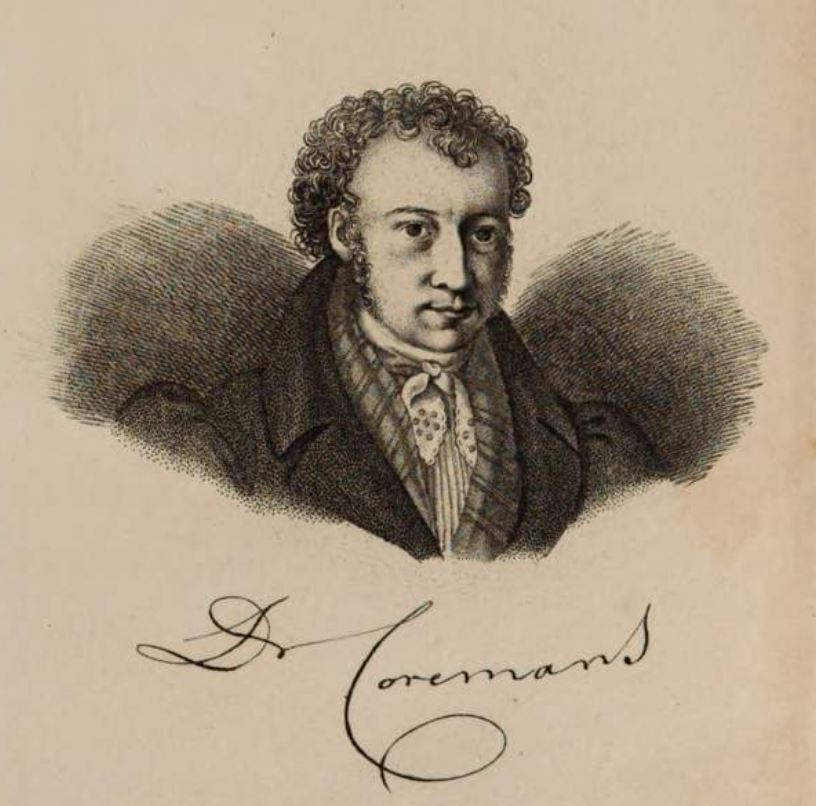
Victor Coremans

Victor Amédée Jacques Marie Coremans (Brussel, 5 oktober 1802 - Elsene, 23 oktober 1872) was een Belgisch journalist, politiek activist, archivaris en historicus. Hij was een democraat en een Vlaamsgezinde pangermanist.

## Leven
Victor was een zoon van de rechter en republikein Jacques-Jean Coremans. Met zijn moeder Anne-Marie Vandersande ging hij in 1813 naar Wenen, waar hij werkte in de boeken- en kunsthandel. Hij was er bevriend met Ludwig von Beethoven. Op jonge leeftijd begon Coremans te schrijven. Al in 1819 nam hij het redacteurschap van Le Spectateur français waar, blad dat prompt werd verboden op last van Metternich. Hij schreef ook voor andere radicale tijdschriften zoals Hesperus, Isis, Morgenblatt, Carinthia, Nationalchronik, Journal des débats... Het leidde in februari 1821 tot zijn aanhouding en in augustus tot zijn verbanning uit Oostenrijk.  
Na zijn uitzetting vestigde Coremans zich in het Duitse Erlangen, waar hij een doctoraat in de filosofie behaalde. Vanaf 1824 gaf hij de Erlanger Zeitung uit. In 1827 stopte hij met die krant en begon hij met Die Freie Presse, een radicale titel die zaken bepleitte als algemeen kiesrecht, persvrijheid, constitutionele monarchie en sociale hervormingen. Na een half jaar werd het blad door de censuur verboden, maar ondergronds bleef het nog een tijd bestaan. Daarnaast startte Coremans diverse bladen in Neurenberg en München, die evenmin een lang leven waren beschoren. In 1832 werd hij wegens regeringsvijandigheid opnieuw gearresteerd door de Beierse autoriteiten. Bij zijn vrijlating werd hij uitgewezen.
Eerst vestigde Coremans zich enige tijd in Zwitserland en publiceerde hij gevangenisschriften als Die Stimme aus dem Kerker (De stem uit de kerker) en Kerkerblumen (Kerkerbloemen). Daarna keerde hij terug naar zijn geboorteland. Vanaf 16 april 1836 werkte hij onder toezicht van de nieuw opgerichte Koninklijke Commissie voor Geschiedenis in het Algemeen Rijksarchief van België, waar hij het archief van de Duitse Staatssecretarie ontsloot. In 1840 richtte hij ook Die Freie Presse weer op, met als ondertitel Censurfreie belgisch-germanische Blätter. In dit tweetalig Frans-Duitse tijdschrift, waaraan ook Victor Delecourt meewerkte, verdedigde hij de 'liberaal-federalistische' traditie van de Germanen tegen de Frans-Latijnse invloed. Hij stond in Brussel mee aan de wieg van het democratische flamingantisme, maar zijn culturele pangermanisme, dat zo ver ging het Duits als voertaal in Vlaanderen te bepleiten, wekte bij zijn medestanders weinig enthousiasme op.
In academische stukken schreef Coremans over de geschiedenis, cultuur en politiek van België, Duitsland en Oostenrijk. Onder zijn artikelen in het Bulletin de la Commission royale d'histoire (1844–1847) en in de Revue d'histoire et d'archéologie (1860–1863) was een stuk over de legendarische bierkoning Gambrinus. Gedurende zijn latere carrière bleef hij het liberale nationalisme, en vooral de Vlaamse natie, promoten in tijdschriften als Vlaamsch België, De Noordstar en De Zweep.
Op 7 augustus 1872 ging hij op rust en enkele maanden later stierf hij te Elsene.

## Publicaties
- Die Stimme aus dem Kerker, 1834
- Kerkerblumen, 1834
- Der Verbannte aus dem Königslande. Eine Darstellung der Verfolgungen, die derselbe in der letzten Zeit in Bayern erlitt. Aktenmäszig, einfach, treu und wahr von ihm selbst verfaszt, 1835